# Orciprénaline
L’orciprénaline, également connue sous le nom de métaprotérénol, est un médicament de la classe des bronchodilatateurs utilisé pour traiter l'asthme et la BPCO.

## Utilisation médicale
L'orciprénaline est administré par voie orale ou inhalé.
Les médicaments salbutamol ou terbutaline sont préférés car ils sont plus efficaces avec moins d’effets secondaires.

## Effets secondaires
Les effets secondaires de ce médicament  comprennent l’anxiété, les tremblements, les maux de tête, les palpitations, les troubles du sommeil, la diarrhée et les démangeaisons;  d’autres effets secondaires peuvent inclure une baisse du taux de potassium et un bronchospasme. 
Il s'agit d'un agoniste des récepteurs β 2 adrénergiques qui détend les muscles lisses des voies respiratoires.

## Histoire
L'orciprénaline a été approuvé pour un usage médical aux États-Unis en 1973. Aux États-Unis, 90 comprimés de 20 mg coûtent environ 54 dollars américains en 2021. 
Il a été retiré du marché au Royaume-Uni en 2010 en raison d'une balance bénéfice-risque défavorable.